# Eritroplachia
L'eritroplachia o eritroplasia è una lesione, quasi sempre orale, che non può essere attribuita a qualunque altra patologia, formata da una papula o una placca persistente di colorito rosso di una superficie mucosa. È ormai appurato che questa, insieme alla leucoplachia, sia un tipo di lesione precancerosa.
Ci sono molte altre circostanze che sono simili nell'apparenza e devono essere escluse prima che una diagnosi dell'eritroplachia venga effettuata.

## Epidemiologia
Principalmente è stato riscontrato in uomini anziani intorno all'età di 65 - 74 anni.

## Tipologia
Oltre alla classica forma di eritroplasia, con margini indefiniti, situata sovente sul pavimento della bocca negli uomini e sulla lingue nelle donne, esiste un'altra forma, denominata eritroplasia di Queyrat, che colpisce i genitali maschili, in persone fra il terzo e il sesto decennio di età.

## Eziologia
Le cause che portano a tale manifestazione sono la scarsa igiene, le infezioni ricorrenti, uso di tabacco o alcol, e traumi.

## Trattamento
La terapia consiste nell'asportazione completa della lesione. A volte si raccomanda, secondo l'istopatologia trovata nella biopsia, visto che episodi di ricomparsa di tali lesioni accadono di sovente, un controllo costante successivo all'intervento.
In alternativa esistono la diatermocoagulazione o la criochirurgia.